# Letteratura della Restaurazione inglese

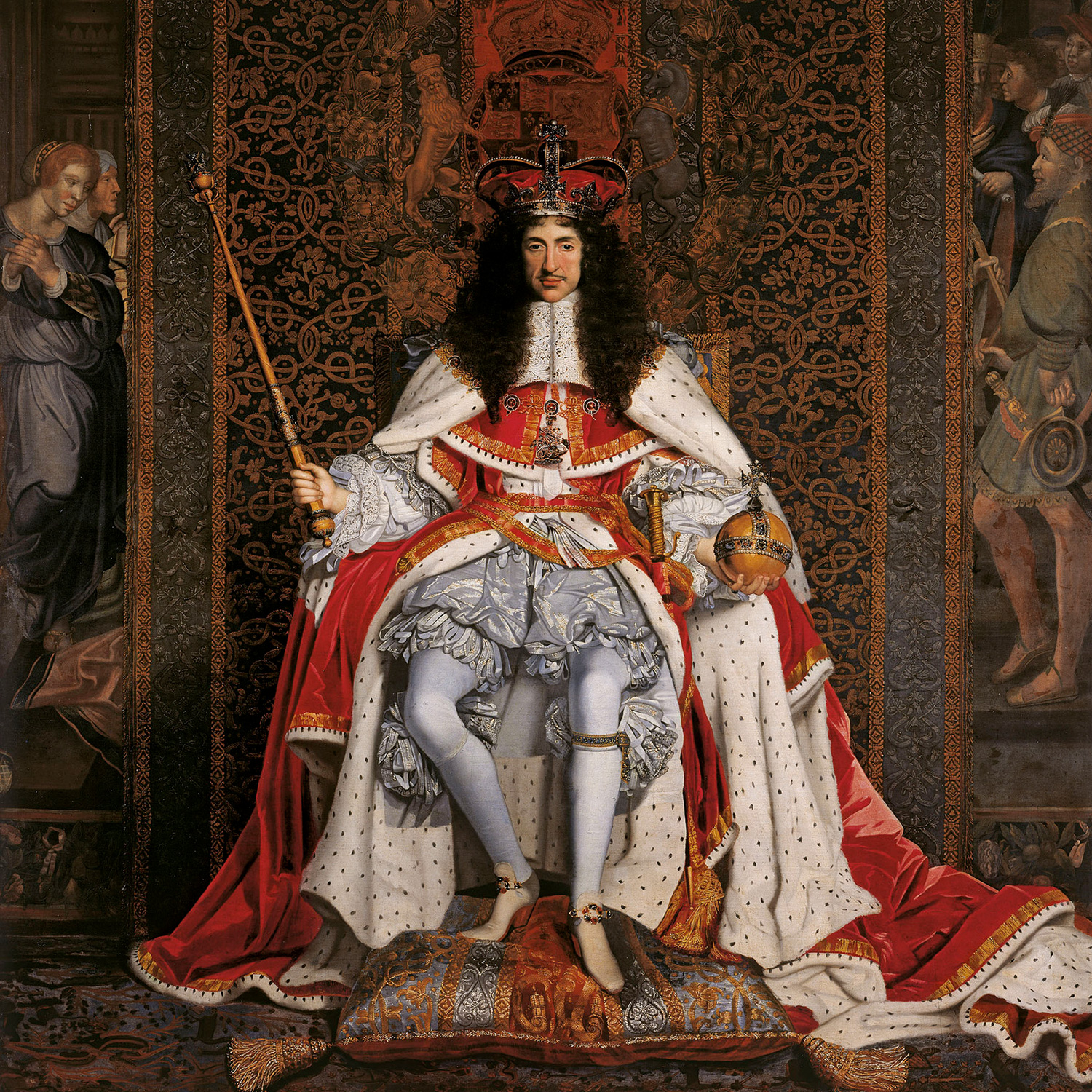
La monarchia britannica venne restaurata quando Carlo II d'Inghilterra diventò re nel 1660

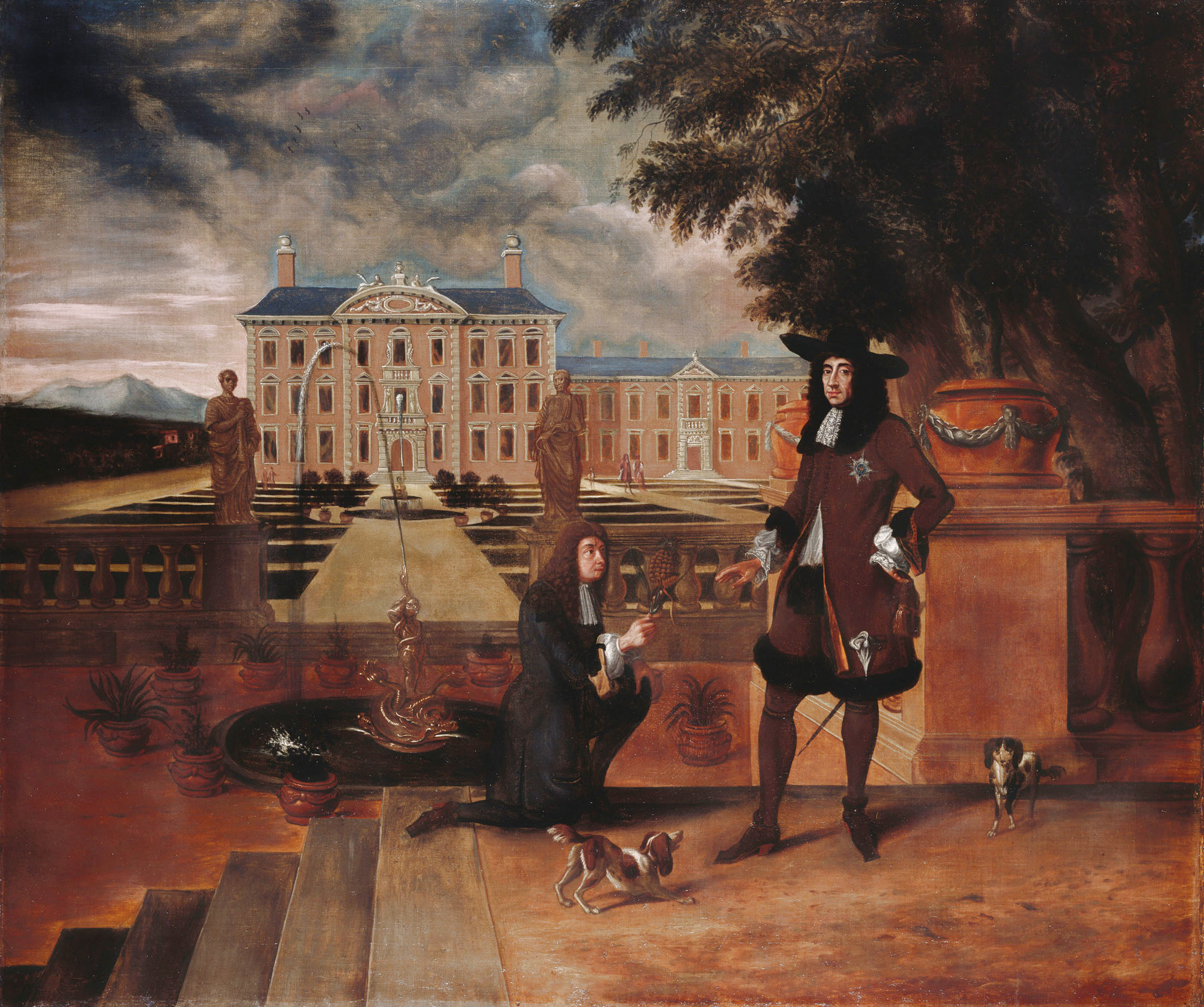
A Carlo II viene offerto il primo ananas cresciuto in Inghilterra dal suo giardiniere, John Rose; si noti anche il Cavalier King Charles Spaniel in primo piano.

La letteratura della restaurazione è la letteratura inglese scritta durante il periodo storico comunemente definito come Restaurazione inglese (1660-1689) e che corrisponde agli ultimi anni del regno della casata degli Stuart su Inghilterra, Scozia, Galles e Irlanda. In generale, la locuzione viene usata per indicare alcuni stili letterari abbastanza omogenei che concentrano la loro attenzione o sulla celebrazione o sulla reazione al ritorno sul trono di Carlo II d'Inghilterra.
Si tratta di un periodo letterario che include testi estremamente diversi, comprendendo ad esempio sia il Paradiso perduto di John Milton che il Sodom del Conte di Rochester, sia la vivace commedia erotica La moglie di campagna che gli insegnamenti morali de Il pellegrinaggio del cristiano di John Bunyan. Sempre di questo periodo sono i Due trattati sul governo di Locke, che rappresentarono la base della creazione della Royal Society, gli esperimenti e le meditazioni religiose di Robert Boyle, gli attacchi agli spettacoli teatrali di Jeremy Collier e i primi tentativi di critica letteraria di John Dryden e John Dennis. L'epoca vide le notizie e l'informazione diventare un bene diffuso, la forma del saggio svilupparsi in una forma di pubblicazione periodica e la nascita della critica testuale.
Le date di inizio e termine della letteratura della Restaurazione sono definite convenzionalmente e differiscono sensibilmente a seconda del genere letterario che si prende in esame. In questo modo, si può dire che la Restaurazione in campo teatrale si conclude nel 1700, nella poesia nel 1666 (il cosiddetto annus mirabilis) mentre nella prosa la conclusione viene individuata nel 1688, con le sempre crescenti tensioni causate dal problema della successione riverberantesi su giornali e periodici, oppure nel 1700, quando tali periodici raggiunsero una condizione di maggiore stabilità.
In generale, gli studiosi usano il termine Restaurazione per indicare il tipo di letteratura che ebbe inizio e fiorì sotto Carlo II, comprendendo nella definizione le odi celebrative che videro una nuova vita con il ritorno dell'aristocrazia, la letteratura escatologica che mostrava la perdita della speranza tra i puritani e la letteratura funzionale alla comunicazione rapida e al commercio che seguì il risveglio dell'impero commerciale inglese.

## Contesto storico

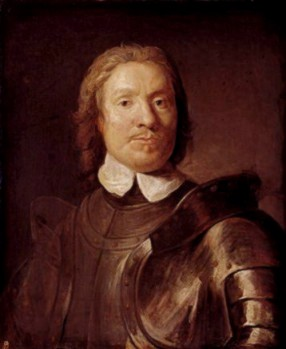
Ritratto di Oliver Cromwell, Lord Protettore della Repubblica inglese, di Gaspard de Crayer

Durante l'Interregno, l'Inghilterra era stata dominata dalla letteratura puritana e dalla presenza intermittente della censura ufficiale (come ad esempio visto dagli Areopagitica di John Milton e dalla sua successiva ritrattazione di quanto vi aveva scritto). Anche se alcuni dei ministri puritani di Oliver Cromwell scrivevano poesie elaborate e sensuali (come To His Coy Mistress di Andrew Marvell), tali composizioni non venivano pubblicate. Similmente, alcuni dei poeti che pubblicarono durante la restaurazione avevano in realtà scritto i loro testi durante l'Interregno.
L'interruzione ufficiale della cultura letteraria provocata dalla censura e dai nuovi modelli moralisti radicali creò effettivamente una pausa nella tradizione letteraria. All'epoca della guerra civile la cultura poetica era dominata dalla poesia metafisica come quella di John Donne, George Herbert e Richard Lovelace. La scena teatrale aveva sviluppato le tarde tradizioni del teatro elisabettiano e si iniziava ad allestire con sempre maggior frequenza spettacoli ispirati all'attualità e alla politica (ad esempio i lavori di Thomas Middleton). L'Interregno pose fine, o perlomeno interruppe temporaneamente, a questo tipo di sviluppi permettendo però, almeno in apparenza, una vivace ripartenza di tutte le forme di letteratura dopo la Restaurazione.
Gli ultimi anni dell'Interregno furono turbolenti, così come gli ultimi del periodo della restaurazione; chi non venne esiliato fu costretto a cambiare le proprie convinzioni religiose più di una volta. A seconda della religione prevalente si sviluppò un diverso tipo di letteratura, sia nel campo della prosa che nella poesia (i teatri durante l'Interregno furono chiusi). Quando Cromwell morì e il figlio, Richard Cromwell, minacciava di subentrargli nella carica di Lord Protettore, i politici e le personalità pubbliche si affannarono a presentarsi come alleati o nemici del nuovo regime. La letteratura che riusciva a vedere le stampe fu dominata in poesia dall'ode e da scritti di argomento religioso nella prosa. L'industria dei trattati religiosi, nonostante gli sforzi delle autorità, non diminuì la propria produzione. Figure come il fondatore della Società degli amici George Fox, venivano incarcerate dalle autorità del governo Cromwell e pubblicavano a proprio rischio.
Nel corso dell'Interregno, le forze fedeli alla monarchia legate alla corte di Carlo I andarono in esilio con il ventunenne Carlo II, conducendo una vivace attività di spionaggio e raccolta fondi per un futuro ritorno in Inghilterra. Alcune delle dame fedeli al re si ritirarono in conventi nei Paesi Bassi e Francia che offrivano asilo a nobili decaduti ed esiliati e ai loro alleati; anche i loro uomini si trasferirono nei Paesi Bassi e Francia e la corte in esilio si installò a L'Aia prima di trovare una sede definitiva a Parigi. La nobiltà in esilio al seguito di Carlo II di conseguenza si trovò a vivere per più di un decennio nel bel mezzo della scena letteraria continentale. Nel XVII secolo però Francia e Paesi Bassi erano paesi piuttosto diversi, così le influenze ricevute dagli uomini di corte in esilio e dai viaggiatori che li sostenevano non furono univoche. Carlo trascorreva il suo tempo frequentando i teatri francesi e sviluppò una particolare predilezione per i lavori spagnoli. I nobili che vivevano nei Paesi Bassi iniziarono a imparare le tecniche commerciali, oltre che a conoscere il dibattito sul razionalismo, diffuso in quel paese ufficialmente molto tollerante. Ad esempio John Bramhall era stato un teologo molto legato alla tradizione della Chiesa Alta ma, in esilio, si confrontò volentieri con Thomas Hobbes e rientrò nella Chiesa della Restaurazione con posizioni tanto tolleranti nella pratica quanto invece erano severe le sue argomentazioni teoriche. Gli uomini di corte furono inoltre esposti all'influenza della Chiesa cattolica alla sua liturgia e al suo sfarzo oltre che, in misura minore, della poesia italiana.

### La reazione iniziale

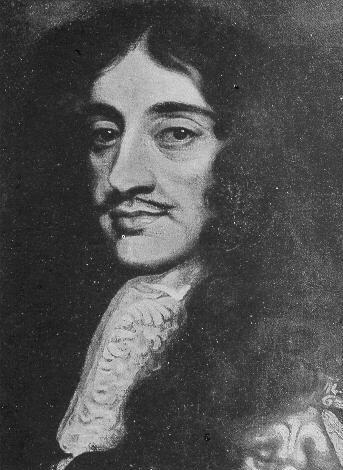
Carlo II

Quando Carlo II diventò re, nel 1660, l'effetto novità in ambito letterario si unì alla sensazione di poter improvvisamente far parte della letteratura europea in un modo che fino ad allora l'Inghilterra non aveva mai sperimentato. Una delle prime mosse di Carlo fu riaprire i teatri e concedere Lettere Patenti che assegnavano dei precisi compiti a proprietari e gestori dei teatri stessi. Thomas Killigrew ne ricevette una, fondò la King's Company e aprì il primo teatro patentato presso il Theatre Royal Drury Lane; Sir William Davenant ne ricevette un'altra e fondò la compagnia teatrale del Duca di York, aprendo il suo teatro patentato presso i Lincoln's Inn Fields.
Le rappresentazioni erano pubbliche e a soggetto di interesse reale, quindi entrambi i teatri vennero incaricati di allestire un certo numero di lavori di repertorio, mentre a Davenant fu assegnato il compito di presentare materiale che potesse essere moralmente edificante. Inoltre venne ripristinato il ruolo di poeta laureato, compresa la retribuzione prevista di un barile di vino bianco spagnolo, con il compito di scrivere odi per il compleanno del re.
Carlo II era un uomo uso a vantarsi del suo arguto senso dell'umorismo e del suo carattere mondano. Era anche noto per essere un "casanova". Anche per questo motivo ebbe l'approvazione della corte un tipo di poesia molto faceta, giocosa e a sfondo sessuale. Carlo e il fratello Giacomo, Duca di York e futuro re d'Inghilterra, sostennero anche lo sviluppo della matematica e della filosofia naturale in modo tale che un certo spirito scettico e l'investigazione sulla natura erano favoriti dalla corte. Carlo II sostenne la Royal Society a cui i cortigiani ambivano unirsi (ad esempio il noto diarista Samuel Pepys ne era membro), e allo stesso modo i membri della società finirono per avvicinarsi alla corte.
Carlo e la sua corte avevano tratto anche altre lezioni dall'esperienza dell'esilio. Carlo faceva parte della Chiesa Alta (e in segreto giurò di convertirsi al Cattolicesimo romano in punto di morte), mentre Giacomo era un cripto-cattolico; la politica reale fu generalmente di tolleranza verso i dissidenti religiosi e politici. Anche se Carlo II aveva emesso la propria versione del Test Act, i puritani non venivano incarcerati o perseguitati dal momento che il sovrano preferiva limitarsi a escluderli dalle cariche pubbliche. Di conseguenza, sotto il suo regno vi fu un incremento nel numero di testi letterari dissenzienti, sia nel campo delle teorie politiche che economiche.
Gli scrittori, reagendo al ritorno di Carlo, si mossero in due direzioni; da una parte ci fu il tentativo di recuperare la letteratura inglese del periodo giacobita come se non ci fosse stata alcuna interruzione temporale, dall'altra si avvertì profondamente l'arrivo di un'aria nuova e gli scrittori si avvicinarono a modelli letterari francesi, migliorando il livello della letteratura umoristica (particolarmente la satira e la parodia).

## Poesia
Il periodo della Restaurazione fu un'epoca in cui la poesia era molto importante. Non solo era la forma di letteratura più popolare, ma anche la più significativa in quanto le poesie affrontavano temi politici riflettendo immediatamente lo spirito dei tempi. Era, secondo le persone che la vissero, un'epoca dominata solo dal re non dalle persone di genio e talento. Per tutto il periodo la poesia epica, storica ed epica ebbero un grande sviluppo.

### L'epica inglese
Fin da prima che la cosa venisse osservata dalla critica neoclassica, i poeti inglesi erano ben consapevoli di non avere alcuna epica nazionale. Si citava La regina delle fate di Edmund Spenser, che era piuttosto conosciuta, ma l'Inghilterra, a differenza della Francia con la Chanson de Roland, della Spagna con il Cantar de Mio Cid o soprattutto dell'Italia con l'Eneide, non possedeva un poema epico di origine nazionale. Diversi poeti tentarono di supplire a questa mancanza.

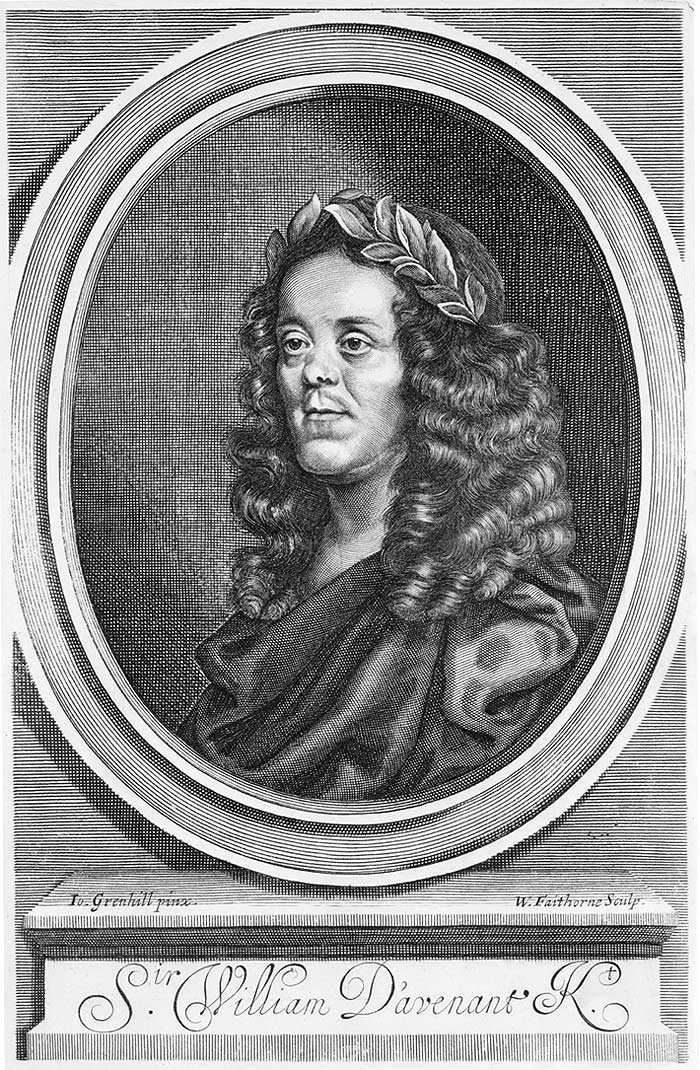
Sir William Davenant, gestore del primo teatro aperto dopo la Restaurazione; era anche un autore teatrale e poeta epico.

Sir William Davenant fu il primo poeta della Restaurazione a tentare di scrivere un'epica. Il suo Gondibert, rimasto incompleto, era una composizione molto lunga e ottenne l'ammirazione di Hobbes. Tuttavia era composta nella forma della ballad e altri poeti, nonché critici, si affrettarono a giudicare questo tipo di metrica come poco magniloquente e non adatta ai temi eroici. Le prefazioni a Gondibert mostrano lo sforzo di cercare una struttura epica formale, oltre al modo in cui gli autori del primo periodo della Restaurazione si vedessero in diretto rapporto con la letteratura classica.
Nonostante oggi venga studiato separatamente dai testi del periodo della Restaurazione, il Paradiso perduto di John Milton fu pubblicato proprio in quel periodo. Milton desiderava scrivere un'epica inglese non meno di Davenant e scelse di farlo con la forma del blank verse. Milton respingeva però la causa della particolarità e superiorità dell'Inghilterra: il suo Paradiso Perduto si propone di raccontare la storia di tutta l'umanità ed egli si mostra orgoglioso di essere cristiano più che di essere inglese.
Significativamente, Milton aveva iniziato tentando di scrivere un'epica che trattava di Re Artù, in quanto era il mito fondante della causa nazionale inglese. Ma mentre Milton alla fine rifiutò tale argomento, altri fecero effettivamente il tentativo. Richard Blackmore scrisse sia un Prince Arthur che un King Arthur. Entrambe le opere erano lunghe e soporifere e si rivelarono un fallimento sia di critica che di pubblico. In verità, la poesia aveva un ritmo così lento che lo scrittore diventò noto con il soprannome di "Never-ending Blackmore" (It. Blackmore che-non-finisce-mai).
Il periodo della Restaurazione finì per concludersi in effetti senza la vera nascita di un'epica inglese. Al giorno d'oggi la vera epica inglese potrebbe essere considerato il Beowulf, ma l'opera non era conosciuta dai letterati della Restaurazione e l'antico inglese in cui è scritta era per loro incomprensibile.

### Poesia, versi e odi
La poesia lirica, nella quale il poeta parla dei propri sentimenti in prima persona ed esprime uno stato d'animo, non fu particolarmente popolare durante il periodo della Restaurazione. I poeti preferivano esprimersi in altre forme poetiche, come l'ode, la poesia pastorale e con componimenti che celebravano particolari occasioni o accadimenti. Una delle caratteristiche dell'epoca fu che i sentimenti e la psicologia individuali vennero messi in secondo piano, privilegiando invece l'espressione pubblica della persona e la sua filosofia. I modelli di poesia lirica che in seguito si sarebbero trovati nelle opere dei poeti della Scuola cimiteriale, nel periodo della Restaurazione esistettero solo nella forma della pastorale.
Durante il periodo della Restaurazione vi fu uno schema metrico prediletto per la rima: i distici in pentametro giambico furono di gran lunga lo schema metrico più utilizzato per le poesie di qualsiasi tipo. Il neoclassicismo avrebbe voluto che i poeti tentassero di adattare i metri classici, ma i distici in pentametro giambico ebbero comunque una sorta di monopolio.
Secondo Dryden il distico rimato in pentametro giambico possedeva il giusto contegno e la dignità adatta per trattare argomenti elevati, e la sua rima permetteva di esprimersi in maniera completa e coerente. Dryden stava affrontando la questione che in seguito i critici del periodo augusteo avrebbero definito del "decorum", ovvero della necessità di trovare una forma poetica adatta alla dignità dell'argomento trattato. È lo stesso problema che Davenant affrontò nel suo Gondibert. La soluzione proposta da Dryden fu il distico chiuso in pentametro giambico, grazie al quale si sarebbe ottenuto un minimo di enjambement.
Tale forma venne chiamata distico eroico, in quanto particolarmente adatto a soggetti eroici. Sempre in quest'epoca, come sorta di contrappasso, venne sviluppato anche un distico eroicomico. Dopo il 1672 e la pubblicazione di Hudibras di Samuel Butler, i distici in tetrametro giambico con le loro rime insolite e inaspettate presero il nome di verso hudibrastico. Si trattava della parodia formale del verso eroico e venne impiegato principalmente per la satira. Jonathan Swift, nei propri componimenti poetici si servì quasi esclusivamente dei versi hudibrastici.
Anche se al giorno d'oggi la reputazione di Dryden sia cambiata e sia tenuto in una considerazione notevolmente maggiore, i suoi contemporanei consideravano i due decenni 1670 e 1680 come l'epoca dei poeti cortigiani in generale, e il più apprezzato tra tutti era Edmund Waller. Dryden, Rochester, Buckingham e Dorset dominavano la scena poetica e tutti erano legati alla corte di Carlo. Aphra Behn, Matthew Prior e Robert Gould, al contrario, erano estranei alla corte, ma comunque profondamente monarchici. I poeti di corte non seguivano uno stile particolare, tranne per il fatto che tutti esibivano una certa attenzione alla sessualità, mostravano la volontà di esprimersi attraverso satire e cercavano di servirsi dell'umorismo per avere la meglio sui loro rivali. Tutti questi poeti scrissero anche lavori teatrali; tra loro i più importanti sono Behn, Dryden, Rochester e Gould.
Dryden fu un autore prolifico e spesso venne accusato di plagio. Sia prima che dopo la sua nomina a poeta laureato scrisse odi pubbliche. Tentò di scrivere una pastorale giacobita sulla falsariga di quelle di Walter Raleigh e Philip Sidney, ma raggiunse la fama, ottenendo il suo successo più grande, con delle composizioni apologetiche in favore della restaurata corte e della Chiesa di stato. Le sue Absalom and Achitophel e Religio Laici furono entrambe funzionali al re per fare in modo che azioni altrimenti controverse sembrassero ragionevoli. Fu anche uno dei primi a comporre poemi eroicomici; anche se il genere era stato inaugurato in Inghilterra da Butler con il suo Hudibras (scritto durante l'Interregno ma pubblicato durante la Restaurazione), fu MacFlecknoe di Dryden a fondare di fatto il genere della parodia satirica. Dryden non aveva sangue blu e nemmeno mai ottenne i titoli che gli erano stati promessi dal re (né gli vennero restituiti i prestiti che aveva fatto al sovrano stesso) ma servì Carlo II con lo stesso zelo con cui lo fecero i nobili. Anche quando salì al trono Giacomo II e il cattolicesimo romano iniziò a diffondersi Dryden tentò di servire la corte e con il suo The Hind and the Panther lodò la chiesa romana più di ogni altra cosa. Dopo quel momento, Dryden pagò per le sue frequenti conversioni e diventò lui stesso vittima di diverse satire.

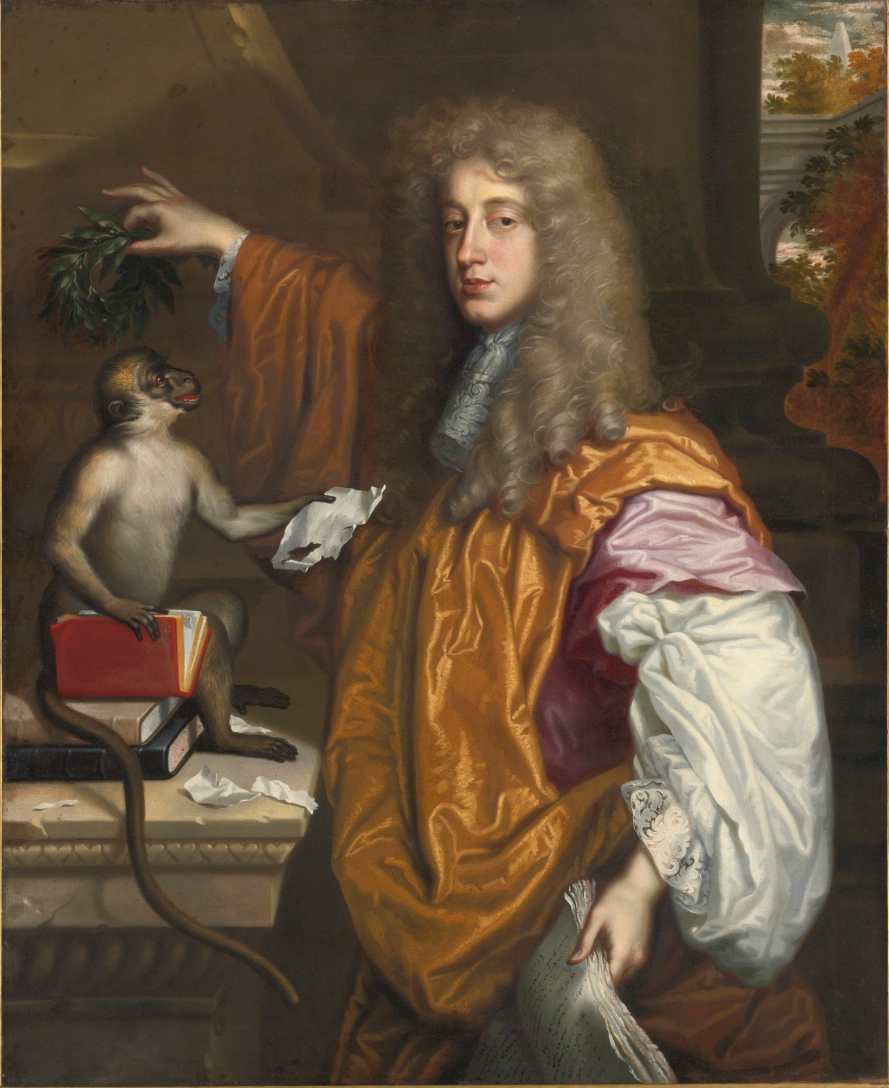
Il Conte di Rochester, celebre come modello di poeta e di libertino

Anche Buckingham scrisse poesie per la corte ma, al pari di Dorset, fu più un mecenate e patrocinatore che un poeta. Rochester invece aveva una penna prolissa e dalla quale uscivano per lo più versi oltraggiosi e scandalosi. La poesia di Rochester è quasi sempre sessualmente esplicita e affronta di frequente temi politici. Poiché la Restaurazione venne dopo l'Interregno, l'estrema chiarezza delle tematiche sessuali dei versi di Rochester equivaleva ad una presa di posizione politica, oltre a rappresentare una dolorosa provocazione per i Puritani. La sua poesia spesso assume una posa lirica, in quanto finge di scrivere in preda alla tristezza per la sua impotenza ("The Disabled Debauchee") o in seguito a conquiste sessuali, ma la maggior parte della sua produzione è in effetti una parodia delle forme poetiche classiche e socialmente accettate. Scrisse un finto poema geografico (Ramble in St James Park), che tratta dei pericoli che si celano nell'oscurità per un uomo intento nell'atto sessuale e di come quel luogo fosse stato un luogo storicamente molto usato per abbandonarsi alla fornicazione), varie finte odi e finte pastorali. L'interesse di Rochester si dirigeva verso il rovesciamento delle aspettative, il disordine e la superiorità dell'umorismo quando è legato all'edonismo. Il carattere di Rochester lo condusse a una morte precoce; in seguito venne spesso evocato come il modello per eccellenza del libertino del periodo della Restaurazione.

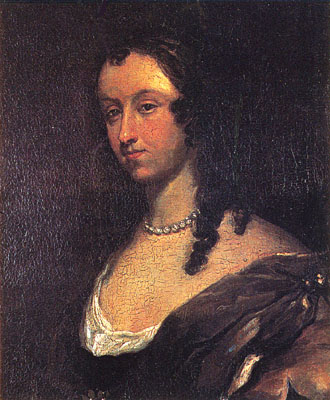
Aphra Behn, la prima romanziera professionista in lingua inglese

Aphra Behn nel suo lavoro teatrale Il giramondo tratteggiò il personaggio del libertino Willmore ispirandosi a Rochester; proprio nel periodo in cui la sua notorietà come autrice teatrale era al suo apice (nel decennio 1670-1679 solo le opere di Dryden furono portate in scena più frequentemente delle sue), la Behn scrisse un considerevole "corpus" poetico che in seguito diventò la base della sua fama. Edward Bysshe nella sua Art of English Poetry (1702) inserì numerose citazioni dei suoi versi. Anche se la sua poesia aveva dei contenuti sessualmente espliciti non contenne mai descrizioni realistiche né si espresse mai con toni intenzionalmente scabrosi o provocanti come quella di Rochester. Si può invece dire che la sua poesia fu, secondo le usanze della poesia di corte dell'epoca, scherzosa e schietta riguardo al desiderio sessuale. Uno degli aspetti più interessanti del successo della poesia di corte della Behn è che la Behn era una borghese. Non era di origine più nobile di quanto fosse Dryden, anzi probabilmente le sue origini erano anche più umili. Pertanto il suo successo e la sua abilità nel muoversi negli stessi ambienti frequentati dal Re sono ancor più notevoli in quanto si trattava sia di una donna, che di una "commoner" che di una provinciale proveniente dal Kent. 
Come hanno evidenziato Janet Todd e altri studiosi, la Behn probabilmente fu una spia per conto della fazione monarchica durante l'Interregno. Sicuramente fece la spia per conto di Carlo II nel corso della seconda guerra anglo-olandese, ma finì per non ottenere un compenso adeguato al suo servizio (nei fatti potrebbe anche essere finita per qualche tempo in un carcere per debitori) e quindi per mantenersi tornò a dedicarsi alla scrittura. Il suo talento e la sua capacità di comporre poesie riconosciute tra le migliori dell'epoca evidenziano come l'idea che la Restaurazione sia stata un'epoca in cui le donne erano poco istruite e la poesia composta e letta solo dalla nobiltà sia in parte falsa.
Se la Behn rappresenta un'interessante eccezione alla regola che vuole la poesia di competenza della nobiltà, Robert Gould sfugge a tale regola completamente. Gould nacque in una famiglia del popolo e rimase orfano all'età di tredici anni. Non ricevette alcuna istruzione e iniziò a lavorare come domestico, dapprima in qualità di footman e poi, probabilmente come addetto alla dispensa. Tuttavia, lavorando presso la dimora del Conte di Dorset, Gould in qualche modo riuscì ad imparare a leggere e a scrivere sia in inglese che in latino. Nel ventennio che va dal 1680 al 1700 la poesia di Gould diventò molto popolare. Tentò dapprima di scrivere odi dietro compenso, ma il grande successo lo ottenne con Love Given O'er, or A Satyr Upon ... Woman del 1692. Si trattava di un adattamento parziale di una satira di Giovenale a cui il poeta aggiunse un'incredibile quantità di invettive esplicite contro le donne. Il poema contiene una delle più sgradevoli e viscerali espressioni di misoginia di tutta la poesia inglese, ma tutte le sue edizioni andarono esaurite. Gould scrisse anche la Satyr on the Play House (ristampata su The London Stage di Montagu Sommers) che contiene delle descrizioni dettagliate della scena teatrale e degli attori del periodo della Restaurazione. Al successo di Love Given O'er fece seguire un'altra serie di poesie misogine dalle descrizioni pittoresche che denunciavano in maniera spiritosa i difetti del comportamento femminile. Nelle sue poesie abitano caste e vergini spose che alla prima notte di nozze rivelano di avere invece avuto un passato di ben scarsa virtù, ricche nobildonne che invece che con il denaro preferiscono pagare il proprio cocchiere con prestazioni sessuali orali e altre ancora che copulano in carrozza perché i sobbalzi del ciottolato acuiscono il loro piacere. La carriera di Gould fu breve ma il suo successo si concluse solo con la moda passeggera del suo sottogenere letterario misogino. Dopo la conversione di Dryden al cattolicesimo, Gould osò ingaggiare una disputa in punta di penna con il poeta laureato. Con il suo Jack Squab attaccò Dryden con maligna perfidia e Dryden e i suoi amici si videro costretti a replicare. Che un semplice ex fattorino abbia anche solo potuto sostenere una sfida letteraria in versi è un fatto davvero straordinario, e che abbia deciso di farlo apparentemente senza alcuna spinta da parte del suo mecenate è ancora più strabiliante

### Traduzioni e polemisti
Importante traduttore fu Roger L'Estrange, che tradusse anche poesia. Altri, come Richard Blackmore, furono ammirati per le loro massime, ma in seguito finirono per essere dimenticati. Nel periodo della Restaurazione Elkannah Settle fu un attivo e promettente autore di satira politica, nonostante la sua reputazione non sia mai stata elevata, neppure alla sua epoca. Quando i librai iniziarono ad ingaggiare scrittori e a sovvenzionare specifiche traduzioni, i negozi presto si riempirono di volumi di poesia scritti a pagamento. Inoltre, quando le riviste letterarie iniziarono a rivendicare la propria valenza di forza politica, un certo numero di poeti, il cui nome è stato ormai dimenticato, produssero versi incentrati sull'attualità e su specifici avvenimenti.
La più diffusa e importante forma letteraria dell'epoca fu comunque la satira. La possibilità di essere direttamente ricollegati alle varie satire poteva far correre gravi rischi agli autori, pertanto i componimenti erano generalmente pubblicati in forma anonima. Per prima cosa la legge contro la diffamazione copriva un'ampia casistica ed era difficile per un autore satirico evitare di finire sotto processo se fosse stato provato che aveva scritto un brano che pareva criticare un nobile. Un pericolo ancora maggiore era che persone facoltose spesso reagivano alle pubblicazioni satiriche su di loro facendo aggredire fisicamente l'autore da alcuni scagnozzi. Il Conte di Rochester ingaggiò dei delinquenti perché picchiassero John Dryden, "sospettato" di essere l'autore di An Essay on Satire. Conseguenza di questo ricorso all'anonimato è che molte poesie satiriche, alcune delle quali di un certo valore, finirono per non essere pubblicate e sono rimaste praticamente sconosciute. Molte satire politiche contro i consiglieri del governo, il governo di Sunderland e, soprattutto, circa la conversione al cattolicesimo di Giacomo II di cui si vociferava, non sono mai state raccolte in un volume; tuttavia questo tipo di poesia ha rappresentato un aspetto estremamente vitale della scena letteraria del periodo della Restaurazione.

## Generi letterari in prosa
La prosa del periodo della Restaurazione è dominata dagli scritti religiosi cristiani, ma l'epoca vide anche la nascita di due generi che si sarebbero definitivamente imposti in epoche successive: la narrativa e il giornalismo.

### Scritti filosofici
Durante la Restaurazione vennero pubblicati numerosi scritti di argomento politico e filosofico, sulla spinta degli avvenimenti accaduti nell'interregno. Inoltre, il fatto che a corte si fosse imposto e diffuso l'apprezzamento per il neoclassicismo e per l'empirismo portò una certa recettività e interesse verso i lavori di tipo filosofico.

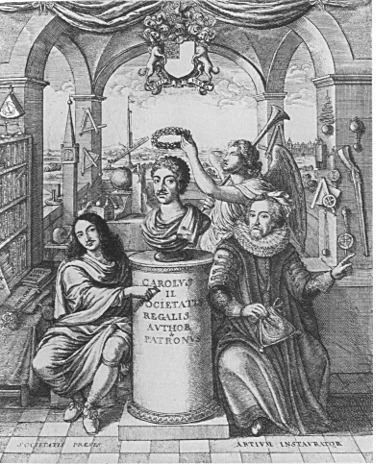
Frontespizio de History of the Royal Society di Thomas Sprat, 1667

Thomas Sprat scrisse la sua History of the Royal Society nel 1667 e fissò, in un singolo testo, in maniera definitiva gli obiettivi della scienza empirica. Espose la propria contrarietà ed opposizione all'abuso nelle esposizioni di aggettivi, di terminologie nebulose, e di tutti i modi di esprimersi che avrebbero potuto considerarsi come soggettivi. Lodò invece e sostenne l'uso in ambito scientifico di un linguaggio sobrio, chiaro e preciso, affermando che le spiegazioni dovevano essere il più facilmente comprensibili possibile. Secondo Spratt, la Royal Society doveva respingere esplicitamente tutto ciò che assomigliasse allo scolasticismo. Per lui, e per diversi tra i fondatori della Royal Society, la scienza era protestante: le sue motivazioni e le sue spiegazioni dovevano essere quindi comprensibili a tutti. Nella scienza non ci sarebbe stato più posto per i preti e chiunque avrebbe potuto riprodurre i loro esperimenti e ascoltare le loro lezioni. Pose inoltre molta attenzione sul bisogno di concisione in esposizioni e descrizioni e sulla necessità che gli esperimenti fossero riproducibili.

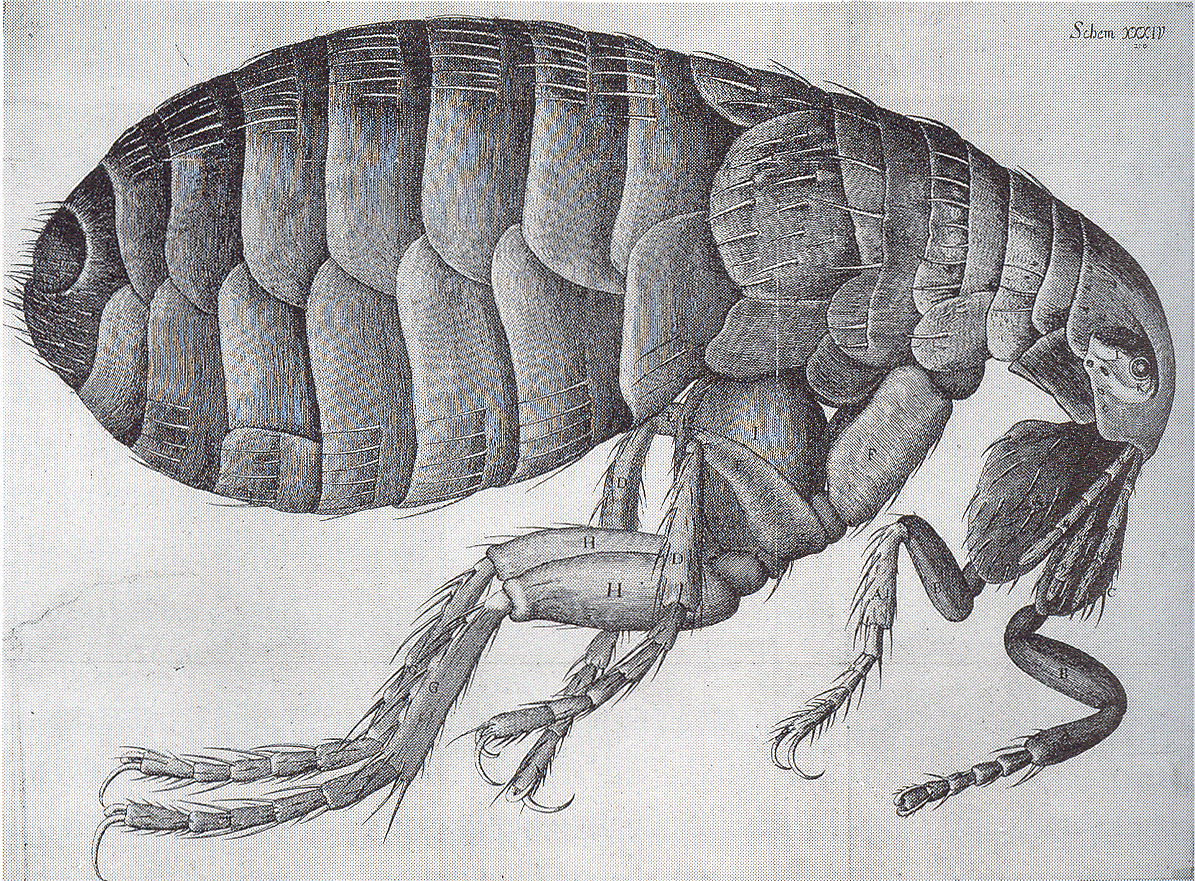
Disegno di una pulce tratto da Micrographia di Robert Hooke (1665), un'opera edita dalla Royal Society

William Temple, dopo essersi ritirato dalla carica che oggi corrisponderebbe al Segretariato di stato, scrisse diverse bucoliche, opere in prosa in cui lodava il ritiro in campagna la contemplazione e diretta osservazione della natura. Esportò inoltre in Inghilterra la polemica degli antichi e dei moderni con il suo Reflections on Ancient and Modern Learning. Il dibattito che sorse sulla scia di questa polemica finì per ispirare molti dei principali autori della prima metà del XVIII secolo (tra i più celebri Jonathan Swift e Alexander Pope).
Quella della Restaurazione fu anche l'epoca in cui John Locke scrisse la maggior parte dei suoi lavori filosofici. L'empirismo di Locke era un tentativo di capire le basi della stessa capacità di comprendere umana e individuare quindi il modo corretto di prendere le decisioni più giuste. Questo stesso metodo scientifico spinse Locke a scrivere i suoi Due trattati sul governo, che in seguito furono presi come fonte di ispirazione per gli ideologi della rivoluzione americana. Come nelle sue opere su comprensione e conoscenza, Locke muove i passi dalle forme sociali più semplici verso le più complesse e, come Thomas Hobbes, pone l'attenzione sulla natura plasmabile del contratto sociale. Solo una ipotesi di fondamento flessibile per il governo poteva risultare soddisfacente per un'epoca che aveva visto in breve tempo una monarchia assoluta rovesciata, un tentativo di democrazia, una democrazia corrotta e guastata, e una monarchia costituzionale restaurata.

### Scritti religiosi
Nel periodo della Restaurazione la maggior parte dei testi religiosi più forti subì una moderazione, anche se l'estremismo riuscì comunque a sopravvivere all'epoca. Autori puritani come John Milton furono costretti a ritirarsi dalla vita pubblica o a adattarsi al nuovo clima, e gli autori Diggers, Sostenitori della quinta monarchia, Levellers, quaccheri e Anabattisti che avevano fatto propaganda contro la monarchia e avevano partecipato direttamente al regicidio di Carlo I vennero in buona parte repressi. Di conseguenza i testi più violenti furono costretti a circolare solo in clandestinità, mentre molti di coloro che avevano ricoperto cariche pubbliche durante l'interregno, nel corso della Restaurazione attenuarono molto le proprie posizioni.
Fox e William Penn fecero pubblica professione di pacifismo e prospettarono una nuova teologia di pace e amore. Altri puritani si accontentarono di potersi riunire e discutere liberamente in alcune parrocchie. Presero le distanze dagli aspetti più rigidi e estremi della loro religione, quelli che avevano condotto agli abusi dell'epoca del dominio di Cromwell. In quest'epoca due autori religiosi spiccano tra gli altri: John Bunyan e Izaak Walton.
Il pellegrinaggio del cristiano è un'allegoria della redenzione personale, nonché una guida alla vita del buon cristiano. Invece di porre l'attenzione su questioni escatologiche o sul castigo divino, Bunyan descrive come l'uomo santo possa vincere contro le tentazioni della mente e del corpo che lo spingono verso la dannazione. Il testo è scritto con una prosa semplice e diretta e mostra l'influenza sia degli scritti di tipo teatrale che delle opere biografiche, oltre ad evidenziare la conoscenza della tradizione allegorica che si può ritrovare in Edmund Spenser.

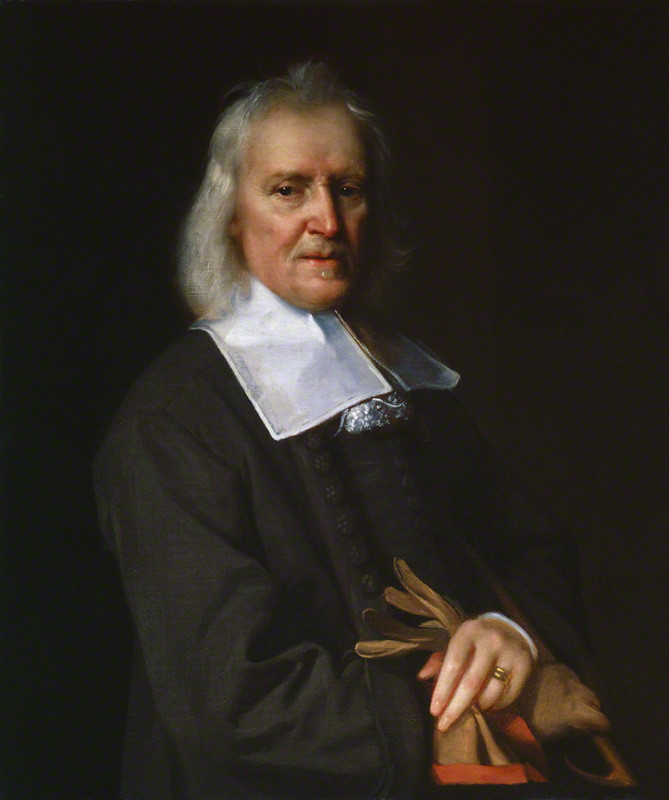
Ritratto di Izaak Walton

Anche Il perfetto pescatore di Izaak Walton è un'opera di tipo introspettivo. In apparenza il testo è un manuale di pesca, ma i lettori ne apprezzarono molto il contenuto per le sue descrizioni della natura e per la sua serenità. Esistono poche opere in prosa paragonabili a Il perfetto pescatore. A una lettura superficiale sembra seguire la tradizione di altri manuali (molti dei quali apparsi durante la Restaurazione come The Compleat Gamester di Charles Cotton, che è uno dei primi tentativi di fissare le regole dei giochi di carte) ma, come per il Pellegrinaggio del buon cristiano, la sua principale preoccupazione è dare consigli di vita alle persone.
Furono realizzate anche altre opere religiose in prosa, maggiormente orientate al pubblico che gravitava attorno alla corte, tra cui raccolte di sermoni, una gran mole di discussioni riguardanti il concilio della chiesa inglese e i problemi della Camera dei Lord. Discussioni riguardanti l'Act of First Fruits and Fifths, il Test Act e l'Act of Uniformity del 1622 impegnarono a fondo i teologi dell'epoca. Robert Boyle, noto come scienziato, scrisse anche le sue Meditatinons on God, opera che rimase estremamente popolare tra quelle di letteratura devozionale anche ben oltre il periodo della Restaurazione (In realtà al giorno d'oggi è forse celebre soprattutto per la parodia che ne fece Jonathan Swift nella sua Meditation Upon a Broomstick.). In generale comunque, la letteratura religiosa vendeva bene e la sua diffusione attesta un buon tasso di alfabetizzazione tra la classe media inglese dell'epoca.

### Giornalismo
Durante il periodo della Restaurazione il modo più comune di informarsi era acquistare un giornale stampato in un singolo foglio broadsheet. Si trattava di pubblicazioni che contenevano descrizioni degli eventi del momento, cui spesso veniva dato un taglio molto di parte. Il periodo vide però anche la nascita delle prime testate giornalistiche professionali a cadenza periodica in Inghilterra. Il giornalismo si sviluppò relativamente tardi, attorno all'epoca in cui Guglielmo III rivendicò il trono, nel 1689. Sia stata una coincidenza o sia stato il frutto di un piano preciso, in Inghilterra iniziarono a diffondersi i giornali proprio quando Guglielmo si spostò a corte proveniente da Amsterdam, città dove i giornali già venivano regolarmente pubblicati.
I primi esperimenti di pubblicazione di giornali e periodici furono discontinui. Roger L'Estrange realizzò sia The News che il City Mercury ma nessuno dei due ebbe lunga durata. Henry Muddiman fu il primo a riuscire a pubblicare un giornale regolarmente, con la sua London Gazette. Nel 1665 Muddiman realizzò l'Oxford Gazette come compendio delle notizie dalla corte, che in quel momento si trovava ad Oxford per sfuggire alla grande peste di Londra.
In seguito nello stesso anno, quando la corte rientrò a Whitehall, la pubblicazione adottò il titolo di London Gazette, tuttora in uso. Muddiman aveva iniziato l'attività di giornalista durante l'interregno ed era diventato il giornalista ufficiale del Long Parliament (con la carica di The Parliamentary Intelligencer). Anche se la produzione di Muddiman rappresenta i primi resoconti giornalistici regolari, non si tratta comunque del primo quotidiano inteso in senso moderno, dal momento che i suoi lavori venivano inviati per posta in forma manoscritta agli abbonati e non veniva stampato alcun foglio per la vendita e la diffusione al pubblico. Per questo si dovette attendere l'uscita de The Athenian Mercury.

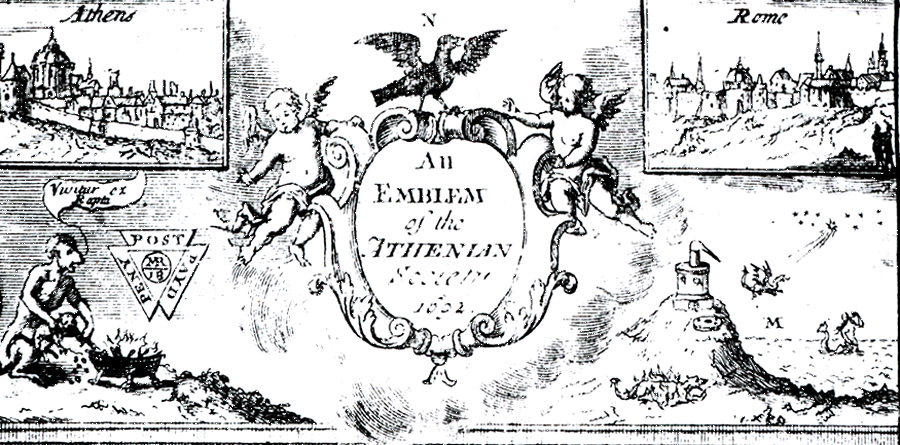
Dettaglio del frontespizio de The Athenian Oracle, una raccolta de The Athenian Mercury

Per tutto il periodo della restaurazione vennero pubblicati fogli che contenevano occasionali saggi uniti a notizie, ma The Athenian Mercury fu il primo periodico ad essere regolarmente pubblicato in Inghilterra. John Dunton e la "Athenian Society" (composta da un matematico, un religioso e un filosofo retribuiti da Dunton per il lavoro prestato) iniziarono le pubblicazioni nel 1691, subito dopo l'inizio del regno di William e Mary. Oltre a contenere un notiziario, The Athenian Mercury permetteva ai lettori di inviare domande anonime, ricevendo una risposta sul giornale. Le domande che arrivavano vertevano principalmente su questioni di cuore o di salute ma talvolta ne arrivavano alcune particolarmente bizzarre e divertenti. La parte riservata alle domande permise al giornale di ottenere buoni riscontri di vendita e di realizzare quindi profitti. Riuscì quindi ad uscire per sei anni di seguito e ne vennero tratti quattro libri che ne raccoglievano gli articoli pubblicati come allegati, con il titolo di The Athenian Oracle.
The Athenian Mercury preparò il terreno per i successivi The Spectator, Gray's Inn Journal, Temple Bar Journal e altri giornali politicamente orientati come The Guardian, The Observer, The Freeholder e il Mist's Journal. Inoltre, The Athenian Mercury pubblicò poesie di collaboratori e fu il primo giornale a pubblicare le poesie di Jonathan Swift e Elizabeth Singer Rowe. Negli anni successivi sorsero molti altri giornali, molti dei quali però finivano per uscire una sola volta ed erano realizzati solo per creare degli attacchi politici agli avversari.

### Narrativa
Sebbene non sia possibile fissare la data della nascita della forma romanzo in lingua inglese con sufficiente precisione, in Inghilterra novelle e racconti lunghi e biografie romanzate iniziarono a farsi strada come generi autonomi durante il periodo della Restaurazione. I testi appartenenti alla preesistente tradizione di letteratura cavalleresca spagnola e francese erano comunque già diffusi nel paese. Dall'Orlando furioso di Ludovico Ariosto erano derivati numerosi testi d'amore, avventura e vendetta e i romanzi di Gauthier de Costes furono piuttosto popolari durante l'interregno e oltre.
Le storie romantiche e cavalleresche erano considerate una forma letteraria da donne, e le donne stesse spesso erano accusate di leggere tali testi, attività giudicata come un vizio. Poiché tali testi erano per lo più letti in lingua francese o attraverso traduzioni dal francese, spesso erano considerati come lavori effeminati. Con tutto ciò i soggetti dei romanzi lentamente si allontanarono dalle trame dedicate alle figure del ciclo arturiano e da dame e cavalieri, mettendo al centro dell'attenzione personaggi più ordinari o picareschi. Una delle figure più rappresentative del movimento letterario che vide la crescita del romanzo nel periodo della Restaurazione fu ancora una volta Aphra Behn. Ella non fu soltanto la prima scrittrice professionista di romanzi, ma con ogni probabilità tra i primi romanzieri professionisti inglesi, a prescindere dal sesso.

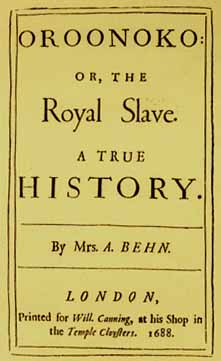
Prima edizione di Oroonoko Aphra Behn, 1688

Il primo romanzo della Behn fu Love-Letters Between a Nobleman and His Sister, scritto nel 1684. Si tratta di un romanzo epistolare che narra la tresca di un dissoluto nobile che tradisce la moglie con la sorella di lei (anche se il romanzo la definisce come "cognata" invece della sorella biologica). Il romanzo ha contenuti sessualmente espliciti ma allo stesso tempo anche di tipo romantico e politico. La Behn lo scrisse in due parti, che mostrano uno stile abbastanza diverso l'una dall'altra. L'autrice scrisse anche varie "biografie" di personaggi immaginari come nella sua The History of a Nun. Dal momento che il genere "romanzo" ancora non esisteva, tali narrazioni venivano presentate come storie in prosa basate su una biografia. Il romanzo più celebre di Aphra Behn resta però Oroonoko, del 1688. Si tratta nuovamente di una biografia immaginaria, pubblicata però fingendo che si trattasse di una storia vera, che parla di un re africano reso schiavo e portato in Suriname, colonia che la Behn aveva avuto modo di visitare di persona.
I romanzi della Behn mostrano l'influenza della tragedia e della sua esperienza di drammaturga. In seguito anche Daniel Defoe avrebbe adottato lo stesso schema narrativo, anche se la sua scelta dei personaggi sarebbe stata influenzata dalla sua esperienza di giornalista di nera.
In quell'epoca diventarono popolari anche altre forme di narrativa. I lettori potevano dedicarsi anche a diverse versioni dei racconti con Renart la volpe come protagonista e numerosi racconti basati sul folklore locale come le favole di Dick Whittington e Tom Thumb. La maggior parte di questi testi era in versi ma alcuni vennero diffusi anche in prosa; molti erano anonimi e vennero messi sul mercato sotto forma di chapbook.

## Teatro

### Il contesto

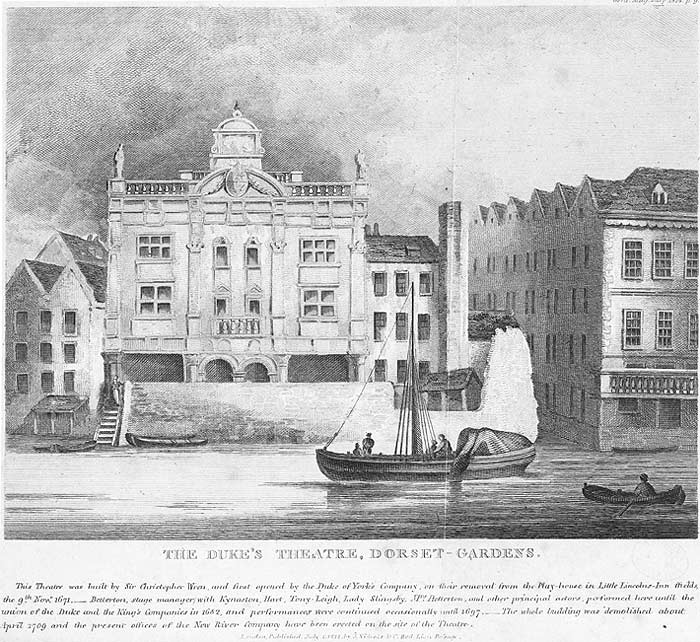
Il Duke's Theatre presso i Dorset Gardens

Il ritorno al potere nel 1660 di Carlo II, uomo appassionato di teatro, rappresentò un evento fondamentale nella storia del teatro inglese. Non appena venne revocato il divieto di allestire pubbliche rappresentazioni emanato dal precedente regime puritano, la scena teatrale prese velocemente nuova vita.
Tradizionalmente, le opere teatrali della restaurazione vennero studiate ed analizzate secondo il loro genere invece che cronologicamente, trattandole come se fossero state tutte più o meno contemporanee; gli studiosi moderni invece pongono l'attenzione sulla rapida evoluzione che ebbe il dramma in quel periodo e sull'importanza che fattori politici e sociali ebbero sul suo sviluppo. Sono ben note anche l'influenza della competizione tra le varie compagnie teatrali, la situazione economica della scena e l'importanza dell'apparizione sui palchi inglesi delle prime attrici professioniste.
Nei due decenni del 1660 e 1670 la scena teatrale londinese fu ravvivata dalla concorrenza tra le due compagnie riconosciute con lettere patenti, la King's e la Duke's. Il bisogno di adeguarsi al livello raggiunto dalle compagnie rivali rese gli autori e i capi delle compagnie estremamente reattivi verso il gusto del pubblico, in modo che le mode teatrali finirono per cambiare quasi di settimana in settimana. La metà del decennio del 1670 fu un periodo in cui si raggiunse un livello molto elevato sia per numero di allestimenti che per qualità; in poche stagioni uscirono e furono rappresentate Aureng-zebe di Dryden (1675), La moglie di campagna e The Plain Dealer (1676), The Man of Mode di George Etherege (1676) e Il giramondo di Aphra Behn (1677).
Dopo il 1682 il numero di nuovi lavori calò drasticamente, sia a causa della fusione tra le due compagnie che dello scompiglio politico provocato dal complotto papale (1678) e dalla Crisi dell'esclusione (1682). Gli anni del decennio 1680 furono difficili soprattutto per il settore della commedia, con la sola eccezione delle opere di Aphra Behn. Ci si allontanò dal genere dedicandosi a drammi a sfondo politico che riflettevano le preoccupazioni e le divisioni della società provocate dalle crisi politiche. Anche le poche commedie realizzate tendevano ad avere la politica nel mirino, con il drammaturgo whig Thomas Shadwell che fronteggiava i colleghi tory Dryden e Behn.
Nel periodo socialmente e politicamente più sereno che seguì il 1688 i londinesi furono nuovamente propensi a lasciarsi intrattenere dalle rappresentazioni teatrali, ma la United Company, rimasta da sola, non era più del tutto all'altezza della situazione. Non più positivamente stimolata dalla concorrenza, la compagnia aveva perso smalto era finita preda di speculatori mentre la direzione, nella persona del dispotico Christopher Rich tentava di accontentare le pretese economiche di azionisti palesi ed occulti tagliando drasticamente il salario degli attori. Il risultato di tale cattiva gestione fu che gli attori, scontenti, se ne andarono fondando nel 1695 una loro compagnia cooperativa.
A tale mossa seguirono alcuni anni di una rinnovata concorrenza tra le due compagnie, che permise una breve rifioritura della scena teatrale, soprattutto nel genere della commedia. Lavori come Love for Love (1695) e The Way of the World (1700) di William Congreve o The Relapse (1696) e La moglie provocata (1697) di John Vanbrugh furono però commedie più "tranquille" e vicine ai gusti della classe media, molto diverse dagli stravaganti e aristocratici testi di vent'anni prima, ed erano concepite per raggiungere un pubblico più ampio. Se la "letteratura della Restaurazione" è la letteratura che riflette la e sulla corte di Carlo II, il teatro della Restaurazione invece termina prima della morte del sovrano, in quanto la scena si sottrasse rapidamente al dominio dei cortigiani per rivolgersi alla classe media urbana. D'altro canto il teatro della Restaurazione dimostra complessivamente una maggiore fluidità e capacità di rinnovamento rispetto agli altri generi letterari, cosicché il movimento non dovrebbe mai essere considerato in termini assoluti e definiti.

### Drammi
La definizione dei generi nel teatro della Restaurazione è piuttosto particolare. Gli autori etichettavano i propri lavori secondo le categorie classiche di "commedia", "dramma" e soprattutto "dramma storico", ma in realtà tali opere sfidavano le categorie stesse. Dal 1660 in poi sorsero nuovi generi teatrali, che poi mutavano e si mescolavano tra loro molto rapidamente. Nel campo della tragedia, lo stile dominante nel primo periodo della Restaurazione fu quello del dramma eroico dominato da protagonisti maschili, di cui validi esempi sono The Conquest of Granada (1670) e Aureng-Zebe (1673) di Dryden, che celebra eroi potenti e virili e la loro ricerca della gloria sia come sovrani e conquistatori sia come appassionati amanti. Questi lavori venivano talvolta definiti drammi storici o tragedie dai loro autori, mentre la critica contemporanea finì per chiamarli "drammi eroici". I drammi eroici ponevano al centro dell'azione uomini decisi, le cui qualità fisiche (talvolta) intellettive li rendevano dei condottieri naturali. In un certo senso, si trattava dell'immagine di cui godeva un sovrano idealizzato come Carlo II, o comunque di come lo avrebbero potuto immaginare i suoi cortigiani. Tuttavia questi grandi eroi erano talvolta visti dal pubblico anche come nobili ribelli che avrebbero saputo raddrizzare le ingiustizie a colpi di spada. Questi testi non erano però tragici nel senso stretto, anche perché la loro trama non era necessariamente triste.
Nei decenni del 1670 e 1680 ci fu uno spostamento graduale dal dramma eroico verso una forma di tragedia più toccante e commovente, i cui temi portanti erano l'amore e i problemi familiari anche se i personaggi principali spesso restavano figure pubbliche. Dopo il fenomenale successo di Elizabeth Barry, che riuscì a spingere sistematicamente il pubblico alle lacrime interpretando il ruolo di Monimia in The Orphan di Thomas Otway (1680) le "tragedie femminili" (definizione coniata da Nicholas Rowe), che basavano la propria trama sulle sofferenze di una donna innocente e virtuosa, diventarono la forma dominante della tragedia. Elizabeth Howe sostiene che la spiegazione principale per questo cambiamento di moda fu l'entrata in scena di attrici tragiche la cui popolarità rese praticamente obbligatorio per i drammaturghi creare dei ruoli da protagonista su misura per loro.
Tra le principali tragedie femminili si ricordano Virtue Betrayed, or, Anna Bullen (1682) di John Banks (che tratta della storia di Anna Bolena), The Fatal Marriage (1694) di Thomas Southerne, The Fair Penitent (1703) e Lady Jane Grey (1715) di Nicholas Rowe.
Anche se le tragedie femminili riuscivano ad avere abbastanza facilmente una trama effettivamente tragica, in quanto presentavano donne che soffrivano senza colpa, con vicende tragiche sotto il profilo emotivo più che morale o intellettuale, il loro successo non impedì comunque che anche tragedie a sfondo più apertamente politico continuassero ad essere rappresentate. La crisi dell'esclusione portò un certo numero di conseguenze tragiche sulla scena politica reale e di conseguenza qualsiasi interpretazione, ad esempio, della storia del Conte di Essex (storia di cui circolarono e furono messe comunque brevemente in scena alcune versioni in teatri non patentati) poteva essere tacciata di intenzioni sediziose. La Venice Preserv'd di Thomas Otway, scritta nel 1682, fu un dramma politico favorevole alle posizioni del re che, come Absalom and Achitophel di Dryden, lodava il re per le mosse decise durante il meal tub plot. Nel testo di Oatway la città d'acque di Venezia simboleggia Londra, città fluviale, e il losco senatore che ordisce il complotto è la maschera del Conte di Shaftesbury. La Venice Preserv'd è, in un certo senso, la perfetta sintesi tra le tragedie politiche realiste della vecchia scuola e le nuove tragedie femminili basate sulla sofferenza delle donne in quanto, anche se la trama sembra essere un'allegoria politica, l'azione è incentrata su una donna che si preoccupa per il suo uomo che si trova al centro di un intrigo.

### Commedie
Le commedie del periodo della restaurazione sono celebri per essere sessualmente esplicite, una caratteristica che venne incoraggiata da Carlo II in persona e dall'indole libertina e aristocratica della sua corte. Le opere più note del primo periodo sono le commedie di John Dryden, William Wycherley e George Etherege, che riflettono l'atmosfera di corte e celebrano uno stile di vita aristocratico e maschilista basato su continui intrighi e conquiste erotiche. Il Conte di Rochester, che nella vita fu il principale esempio di libertino dell'epoca nonché uomo di corte e poeta, viene ritratto in maniera adulatoria in The Man of Mode (1676) di Etherege, che lo presenta come un aristocratico dissoluto, arguto, intelligente e sessualmente irresistibile, una sorta di modello per l'ideale di affascinante libertino dell'epoca (un tipo di personaggio in realtà non molto comune nelle commedie della Restaurazione) che avrebbero avuto i posteri. The Plain Dealer di Wycherley (1676), una variazione sul tema de Il misantropo di Molière, fu molto apprezzata per la sua satira priva di compromessi e procurò a Wycherley il soprannome di "Plain Dealer" Wycherley o "Manly" Wycherley, dal nome del personaggio principale della commedia, Manly appunto.
Durante la seconda fase della commedia della Restaurazione, nel decennio del 1690, furono le commedie più "morbide" di William Congreve e John Vanbrugh a riflettere il grande mutamento sociale e culturale in atto. Le commedie di quel decennio vogliono rivolgersi ad un pubblico socialmente più vario e misto, con una forte presenza della classe media e di spettatrici donne; per farlo ad esempio spostano la scena della battaglia tra i sessi dal semplice intrigo erotico al matrimonio. L'attenzione delle commedie è meno puntata rispetto a prima su giovani amanti che cercano di ingannare in qualche modo quelli della generazione più vecchia, mentre lo è maggiormente sul rapporto tra marito e moglie dopo le nozze. Nei lavori di Congrey le schermaglie di membri di coppie diverse che continuano a manifestare la loro attrazione reciproca viene sostituita da spiritose discussioni che si svolgono la sera prima di un matrimonio, come nella celebre scena di "Proviso" di The Way of the World (1700).
Il teatro della Restaurazione ha complessivamente goduto di una cattiva fama per tre secoli. L'"incongrua" unione di commedia e tragedia amata dal pubblico dell'epoca fu in seguito detestata sotto ogni aspetto. I vittoriani denunciarono le commedie come troppo oscene per essere rappresentate e il testo ritenuto il riferimento della critica dell'inizio del XX secolo, The Cambridge History of English and American Literature, liquidò le tragedie come opere di "un tale livello di stupidità e oscenità mai superato né prima né dopo"
La critica contemporanea ha rivalutato l'esperienza teatrale della Restaurazione, le cui opere sono state talvolta anche nuovamente messe in scena. In particolare le commedie di Aphra Behn, a lungo disprezzate in quanto uscite dalla penna di una donna, sono tra le preferite sia dagli accademici che dalle compagnie di repertorio.